# Mark Deuze
Mark Deuze (Renkum, 19 juni 1969) is een Nederlands communicatiewetenschapper die als hoogleraar Mediastudies (in het bijzonder Journalistiek) verbonden is aan de Universiteit van Amsterdam, daarvoor in deeltijd aan de Universiteit Leiden, en van 2004 tot 2013 werkte bij Indiana University in de Verenigde Staten.

## Loopbaan
Van 1988 tot 1992 studeerde Deuze journalistiek aan de Fontys Hogeschool in Tilburg. Vanaf 1992 studeerde hij geschiedenis en communicatiewetenschap, eerst aan de Vrije Universiteit Amsterdam, later tot 1996 aan de Randse Afrikaanse Universiteit. In 2002 promoveerde hij aan de Universiteit van Amsterdam en werkte tot 2004 aan diezelfde universiteit. Na een jaar als Fulbright-onderzoeker aan de University of Southern California in Los Angeles gewerkt te hebben werd hij in 2005 eerst universitair docent en later hoofddocent bij de afdeling Telecommunications van Indiana University in Bloomington, Indiana. Vanaf 1 juni 2013 is Deuze hoogleraar Mediastudies, in het bijzonder Journalistiek aan de Universiteit van Amsterdam. Van 2007 tot 2011 was hij deeltijd hoogleraar Journalistiek en Nieuwe Media op persoonlijke titel bij de Universiteit Leiden. Als journalist werkte hij onder meer voor Beeld in Zuid-Afrika en De Telegraaf in Nederland.
Centraal in het werk van Deuze staat kritische reflectie op de interactie tussen (nieuwe) media en maatschappij, met name op het gebied van professionele mediaproductie en mediagebruik. Hij heeft veel geschreven over internetjournalistiek en digitale cultuur.